# 사포 (도구)

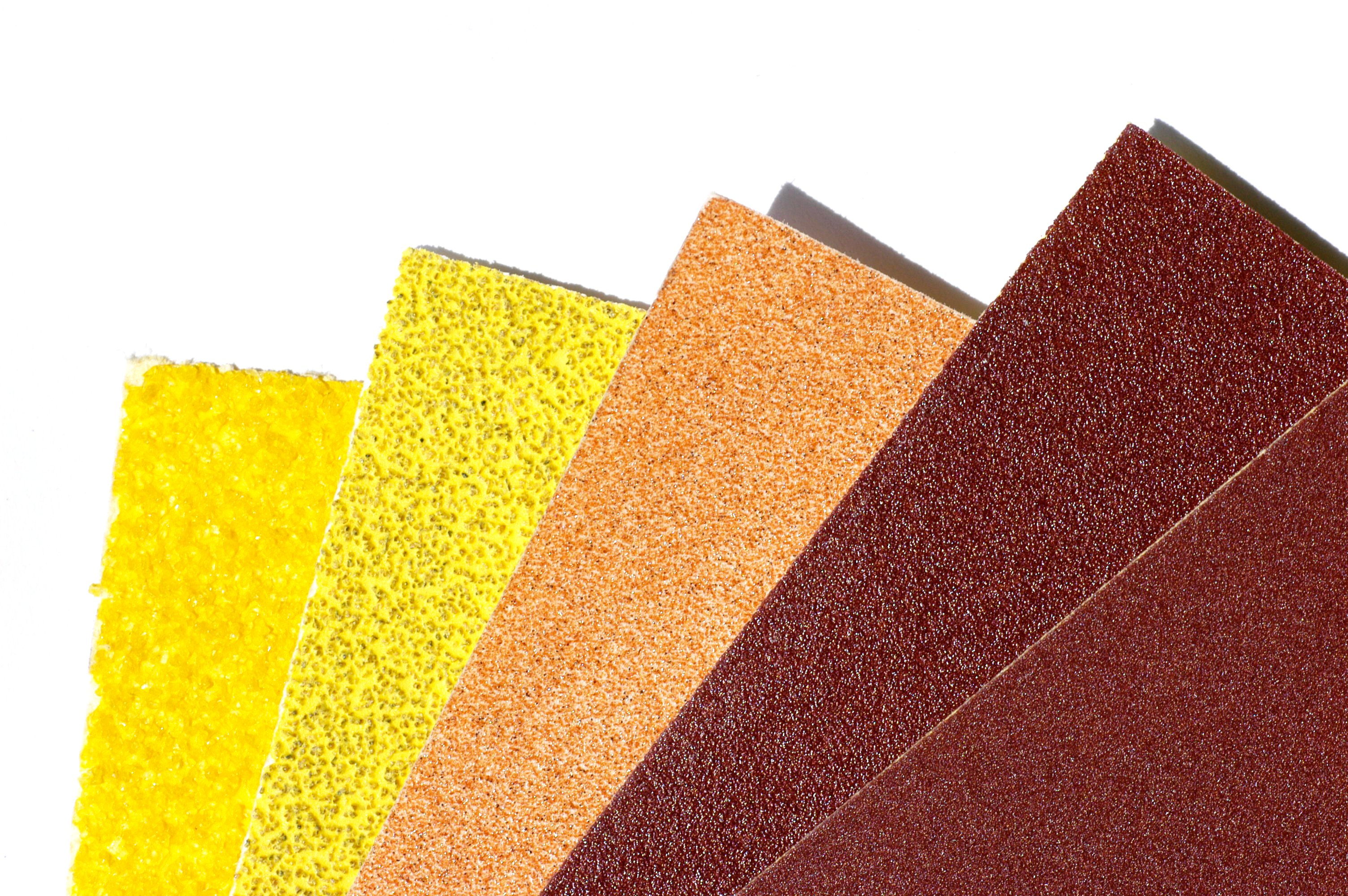
그릿 사이즈가 40, 80, 150, 240, 600인 사포. 그릿이 낮을수록 뻑뻑하고 높을수록 부드럽다.

사포(沙布, 문화어: 갈이종이; 영어: sandpaper)는 연마에 쓰이는 도구로, 금강사(金剛沙)나 유리 가루, 규석(硅石) 등을 종이나 면포에 입혀서 만든다. 여지(鑢紙)로도 부른다. 사포는 숫자가 높을수록 곱게 갈리고, 숫자가 낮을수록 거칠게 갈린다.

## 역사
최초로 기록된 사포 사례는 13세기 중국에서 천연 고무를 사용하여 분쇄된 껍질, 씨앗, 모래를 양피지에 접착한 것이다.
상어 가죽(플라코이드 비늘)도 연마제로 사용되었으며, 실러캔스의 거친 비늘은 코모로 원주민이 같은 목적으로 사용했다. 삶아서 말린 거친 말꼬리 식물은 일본에서 전통적인 연마 재료로 사용되며 사포보다 더 미세하다.
유리 종이는 1833년 런던에서 존 오키(John Oakey)에 의해 제조되었다. 그의 회사는 새로운 접착 기술과 프로세스를 개발하여 대량 생산을 가능하게 했다. 유리 프릿은 가장자리가 날카로운 입자를 갖고 있어 잘 절단되는 반면, 모래 알갱이는 부드러워져 연마제로는 잘 작동하지 않는다. 값싼 사포는 종종 유리 종이로 통용되었다. 스토커(Stalker)와 파커(Parker)는 1688년에 출판된 A Treatise of Japaning and Varnishing에서 이에 대해 경고했다.
1921년 3M은 탄화규소 입자와 방수 접착제 및 뒷면을 갖춘 습식 및 건식 사포를 발명했다. 이를 통해 모래를 막히게 하는 입자를 제거하는 윤활제 역할을 하는 물과 함께 사용할 수 있었다. 첫 번째 응용 분야는 자동차 페인트 재도장이었다.

## 사용처
물체의 거친 면을 갈아내어 부드럽게 만드는데 주로 사용된다.

## 종류 및 사용방법

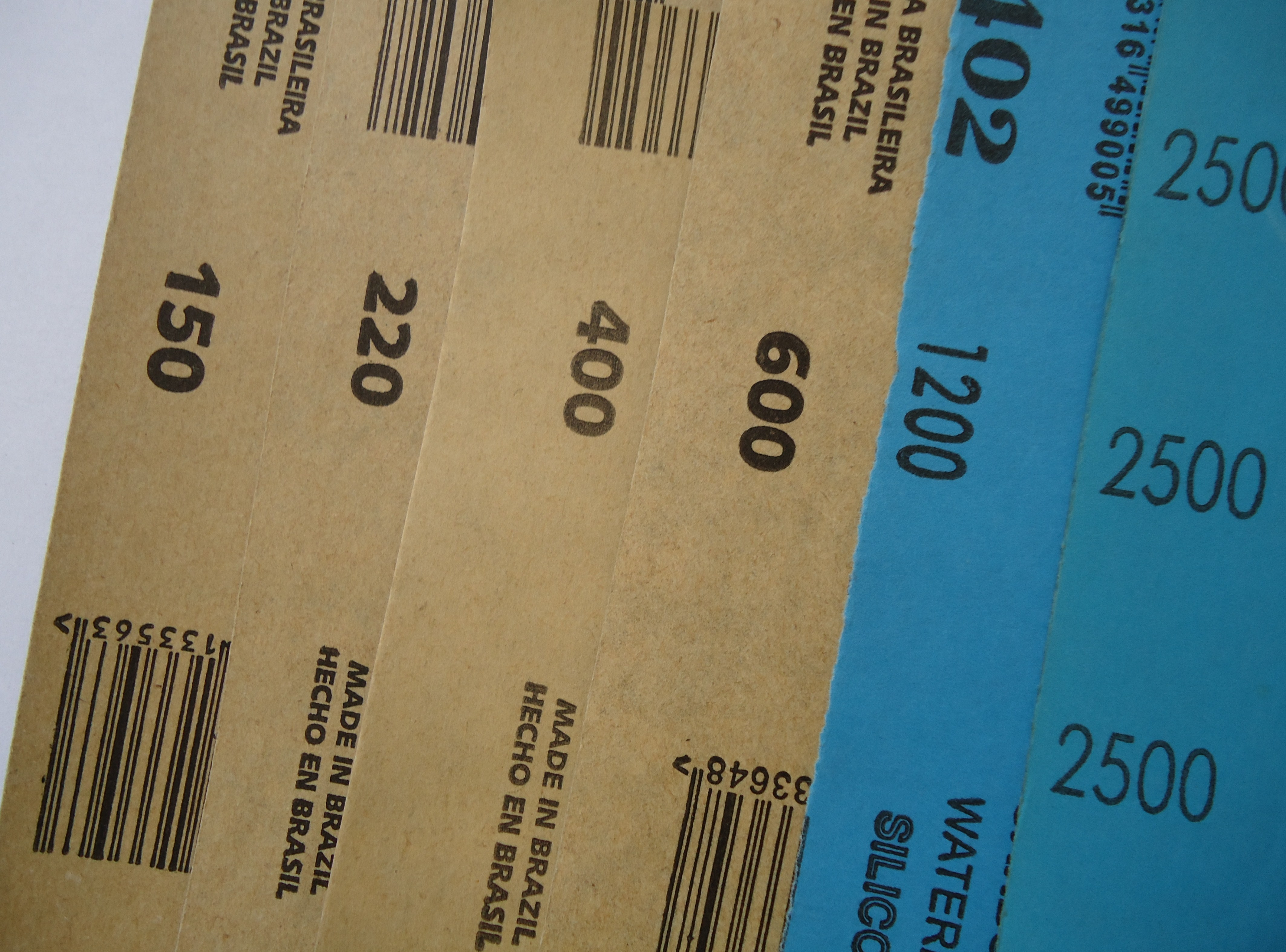
숫자가 클수록 조금씩 곱게 갈아낼 수 있다.

사포의 뒷면에는 숫자로 입자크기를 표시한다. 숫자가 작을수록 많이 거칠게 갈아내고, 숫자가 클수록 조금씩 곱게 갈아낸다. 숫자에 '방'을 붙여 이르기도 한다. 일반적인 연마 작업시 거친사포로 시작하여 고운 사포로 마무리한다.

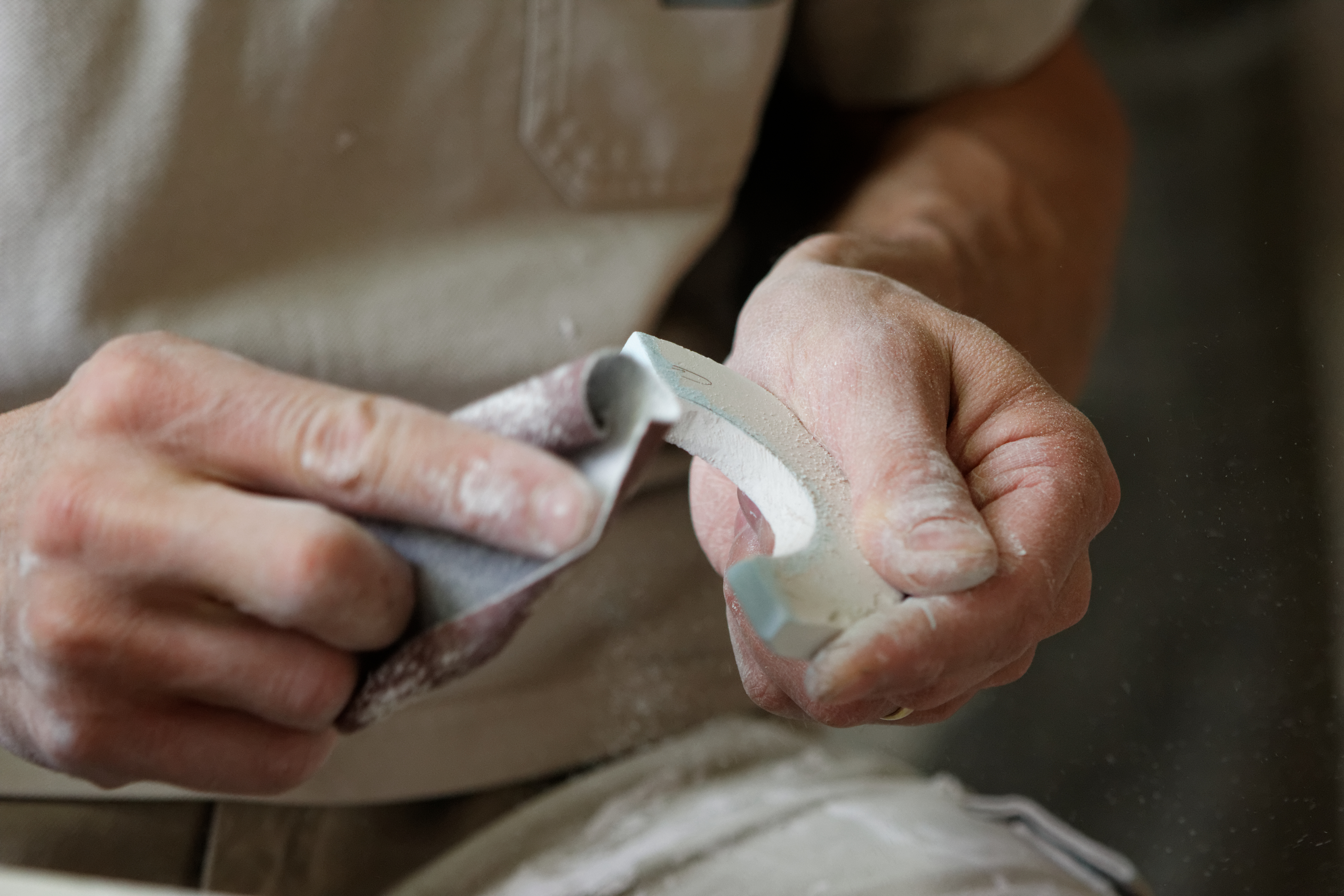
사포로 연마작업을 하고 있다.

## 백킹

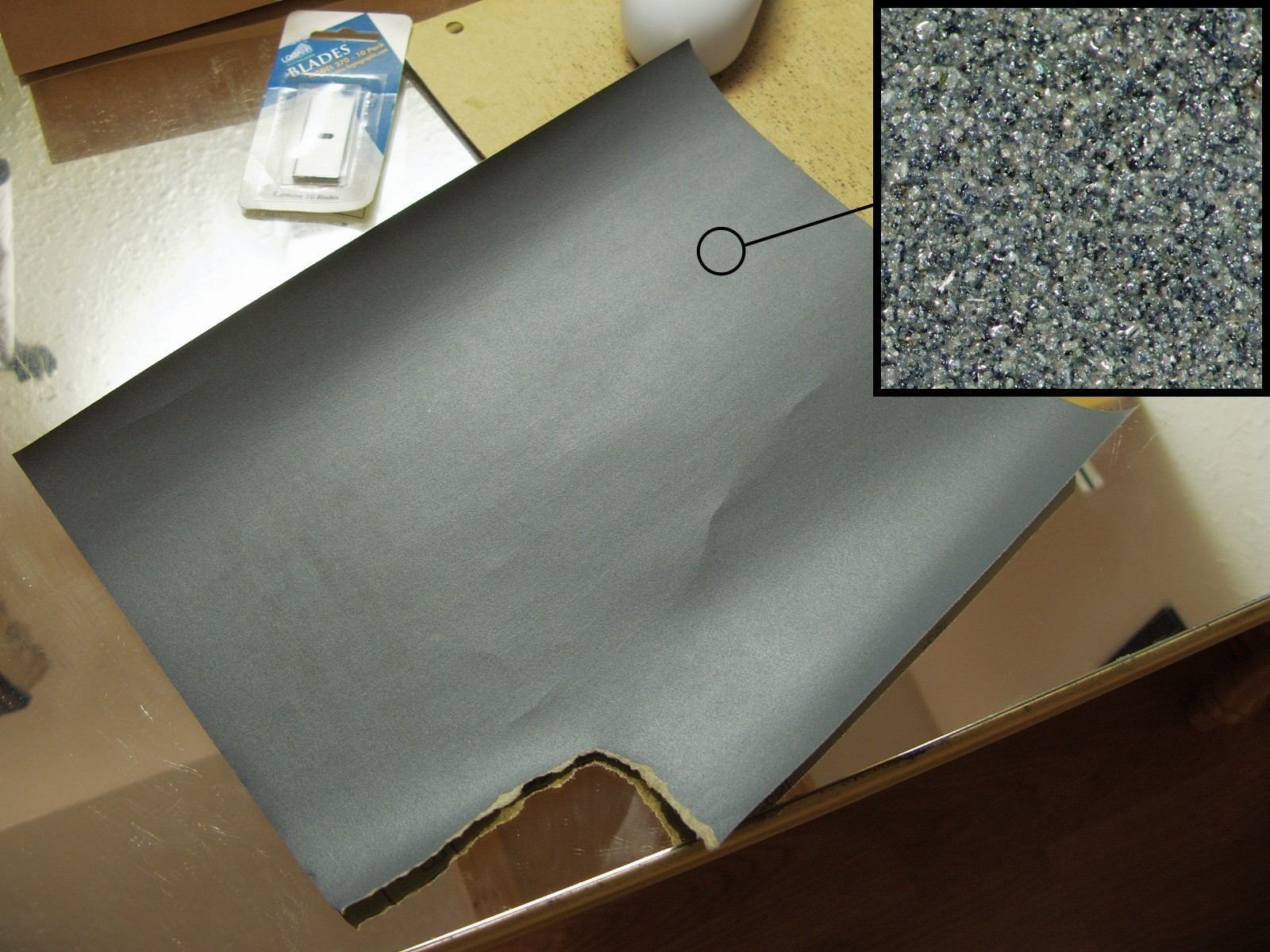
320방 탄화규소 사포, 확대 보기 포함

사포용 백킹에는 종이 외에 천(면, 폴리에스터, 레이온), PET 필름, "섬유", 고무 등이 포함된다. PET 필름은 극도로 미세한 그릿(grit)을 위한 백킹(backing)으로 사용되는 반면, 천 백킹은 사포 디스크와 벨트에 사용된다. 섬유 또는 가황 섬유는 많은 층의 폴리머 함침 종이로 구성된 강력한 백킹 재료이다. 백킹의 무게는 일반적으로 문자로 지정된다. 종이 백킹의 경우, 무게 등급은 "A"에서 "F"까지이며, A는 가장 가볍고 F는 가장 무거운 것으로 지정된다. 문자 명명법은 가장 가벼운 것부터 무거운 것까지 J, X, Y, T, M 등급의 백킹의 무게와 함께 천 백킹에 대한 다른 시스템을 따른다. 유연한 백킹은 사포가 작업물의 불규칙한 윤곽을 따르도록 허용하며, 상대적으로 유연하지 않은 백킹은 규칙적인 둥근 또는 평평한 표면에 최적이다. 사포 백킹은 종이에 접착하거나 사포 벨트와 디스크에 사용되는 것과 같이 사포를 움직이기 위한 별도의 지지 구조를 형성할 수 있다. 더 튼튼한 종이 또는 백킹은 나무를 사포질하기 쉽게 한다. 단단한 백킹 재료일수록, 사포질이 빠르며, 종이의 마모가 빨라지고, 사포질된 표면이 거칠어진다.

## 장착
퀵 체인지 시스템은 일반적으로 디스크 유형 코팅 연마재에 사용된다. 플라스틱 또는 금속 허브는 나사산이 있는 면 중 하나에 접착되며, 샌더/그라인더 또는 샌더, 그라인더 또는 드릴에 장착할 수 있는 맨드릴에 직접 결합된다.  필요할 때 디스크를 빠르게 교체할 수 있다는 장점이 있다.  퀵 체인지 디스크의 크기는 50 mm부터 상한 없음까지 다양히다.

## 연마재

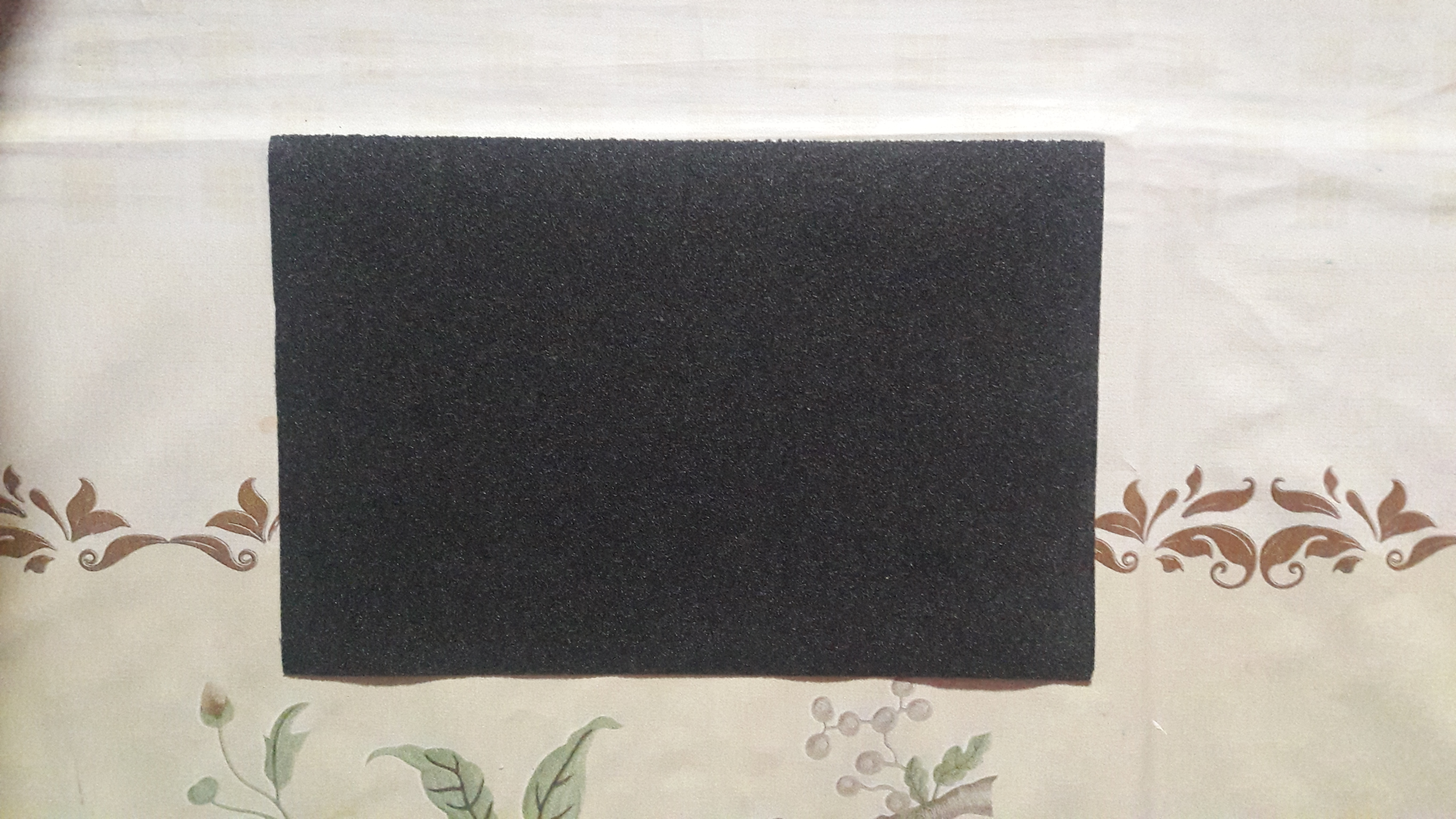
성분 연마재가 산화알루미늄인 에머리 천 시트

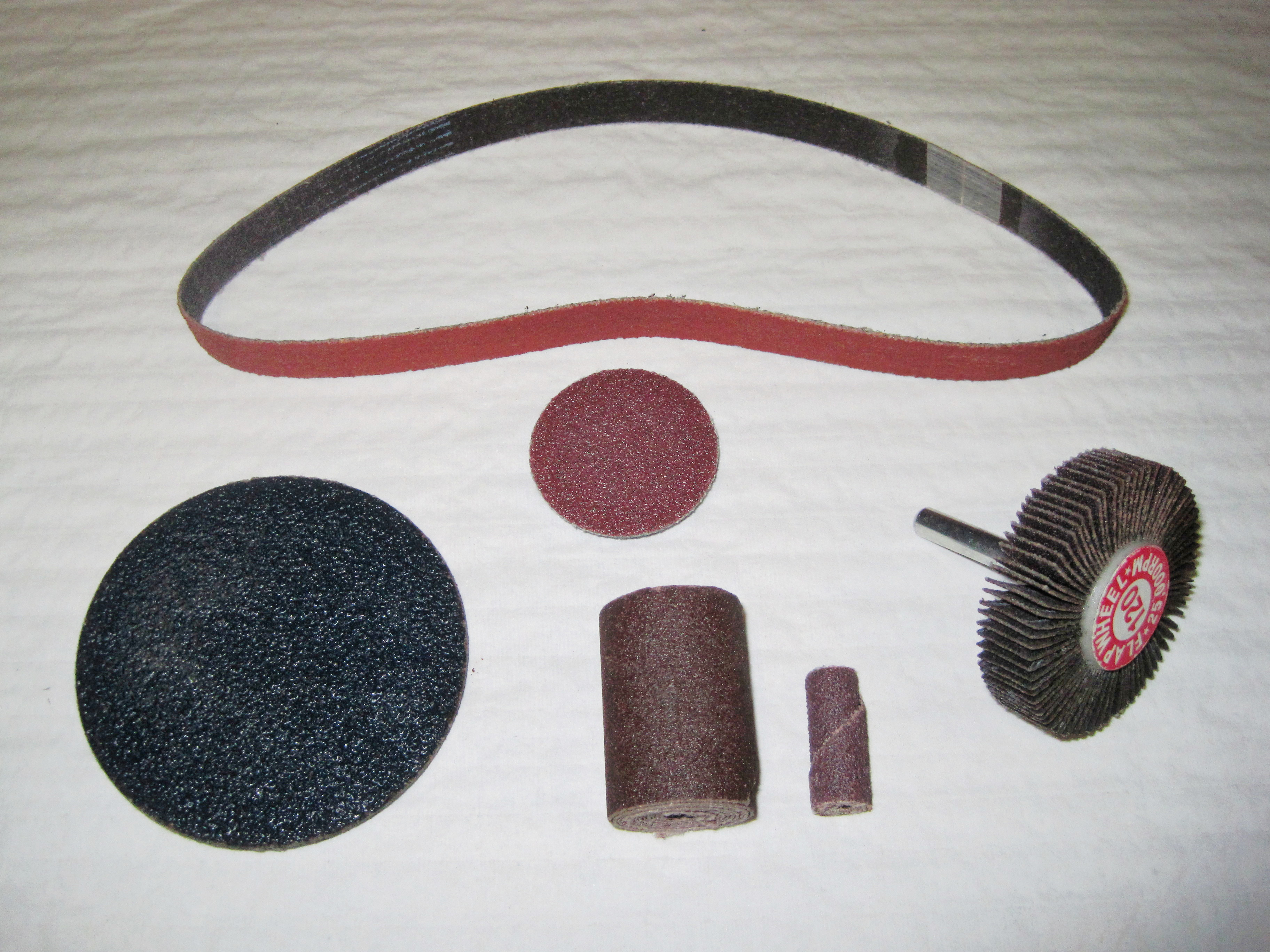
다양한 코팅 연마재

일반적인 기질은 종이, 천, 가황 섬유, 플라스틱 필름이며 입자 크기는 매우 거친 것(~2mm)에서 초미립자(마이크로미터 미만)까지 다양하다.  코팅된 연마재에 대한 국제 표준은 ISO 6344이다. 사포와 에머리 천은 일반적으로 손으로 사용하기 위한 비정밀형 수동 코팅 연마재이다. 기타 코팅된 연마 형태에는 샌딩 코드, 패드, 벨트 및 디스크가 포함된다.  손으로 사용하거나 샌더, 다이 그라인더, 벨트 샌더와 같은 전동 공구의 구성품으로 사용할 수 있는 변형이 제공된다.
연마재의 종류는 다음과 같다:
- 유리: 더 이상 일반적으로 사용되지 않습니다.
- 부싯돌: 더 이상 일반적으로 사용되지 않습니다.
- 석류석 : 목공에 흔히 사용된다.
- 에머리(Emery): 일반적으로 금속을 연마하거나 연마하는데 사용된다.
- 산화알루미늄: 현대 용도에서 가장 일반적이며, 가장 다양한 종류의 입자와 최저 단가를 제공한다. 금속(예: 차체 공장)이나 목재에 사용할 수 있다.
- 탄화규소: 습식 응용 분야에서 흔히 볼 수 있는 매우 거친 입자부터 마이크로그릿까지 사용 가능합니다.
- 알루미나-지르코니아: (산화알루미늄-산화지르코늄 합금), 기계 연삭에 사용됨. 알루미나-지르코니아: (알루미늄 산화물-지르코늄 산화물 합금), 기계 연삭 용도로 사용된다.
- 산화크롬(III): 매우 미세한 미크론 그릿(마이크로미터 수준) 용지에 사용된다.
- 다이아몬드: 단단한 금속, 세라믹, 유리를 마무리하고 연마하는 데 사용된다.
- 세라믹 알루미늄 산화물: 고압 응용 분야에 사용되며 코팅된 연마재와 결합된 연마재 모두에 사용된다.

사포는 연마재에 건식 윤활제가 적재되는 "스테어링"(stearated)될 수 있다. 스테어링된 종이는 스테어링된 "비누(soap)"가 막히는 것을 방지하고 사포의 유효 수명을 증가시키기 때문에 마감 및 페인트의 샌딩 코트에 유용하다.
그릿재가 단단할수록 히코리, 피칸, 웬지 등의 경목류와 같은 단단한 표면의 샌딩이 용이해진다. 화강암을 연마하기 위한 그릿재는 화강암보다 단단해야 한다.

## 접착제
연마재를 종이에 접착하기 위해 다양한 접착제가 사용된다. 가죽아교는 지금도 사용하고 있지만 이 접착제는 기계 샌딩시 발생하는 열을 견디지 못하는 경우가 많고 방수 기능도 없다.  방수 사포나 습식/건식 사포는 레진 본드(resin bond)와 방수 뒷면을 사용한다.
사포는 클로즈드 코팅(closed coat)이거나 오픈 코팅(open coat)일 수 있다. 표면의 약 90%~95%가 폐쇄 코팅된 연마 입자로 덮여 있다. 클로즈드 코팅 사포는 손으로 사포질하거나 더 단단한 재료를 작업하는데 좋다.  이에 비해 오픈 코팅 사포를 사용하면 표면의 50~70%가 연마 입자로 덮여 있다.  입자 사이의 분리는 사포를 더 유연하게 만들어 사포가 막히는 것을 방지한다.  그러나 입자 적용 범위의 차이로 인해 사포가 균일한 연마 작업을 수행하는 능력이 제한된다.  오픈 코팅 사포는 부드러운 재료에 더 좋다.
습식 및 건식 사포는 분쇄면에서 떨어져 나가는 입자에 의해 막힘이 줄어들기 때문에 습식으로 사용하는 것이 더 효과적이다.

## 모양
사포는 다양한 모양과 크기로 제공된다.
- 시트: 일반적으로 9 by 11 인치 (23 by 28 cm)이지만 다른 크기도 가능할 수 있다.
- 벨트: 일반적으로 뒷면이 천으로 되어 있으며, 다양한 벨트 샌더에 맞게 다양한 크기로 제공된다.
- 디스크: 다양한 디스크 및 random orbit sanders 모델에 맞게 제작되었다. 일부 샌더 모델의 경우 천공될 수 있다. 접착물에는 감압성 접착제(PSA)와 "후크앤드루프(벨크로와 유사, 혹은 찍찍이)"가 포함된다.
- 롤: 많은 계약업체에서 "샤그 롤(shag rolls)"로 알려져 있음
- 스펀지: 좁은 곳용

## 입자 크기

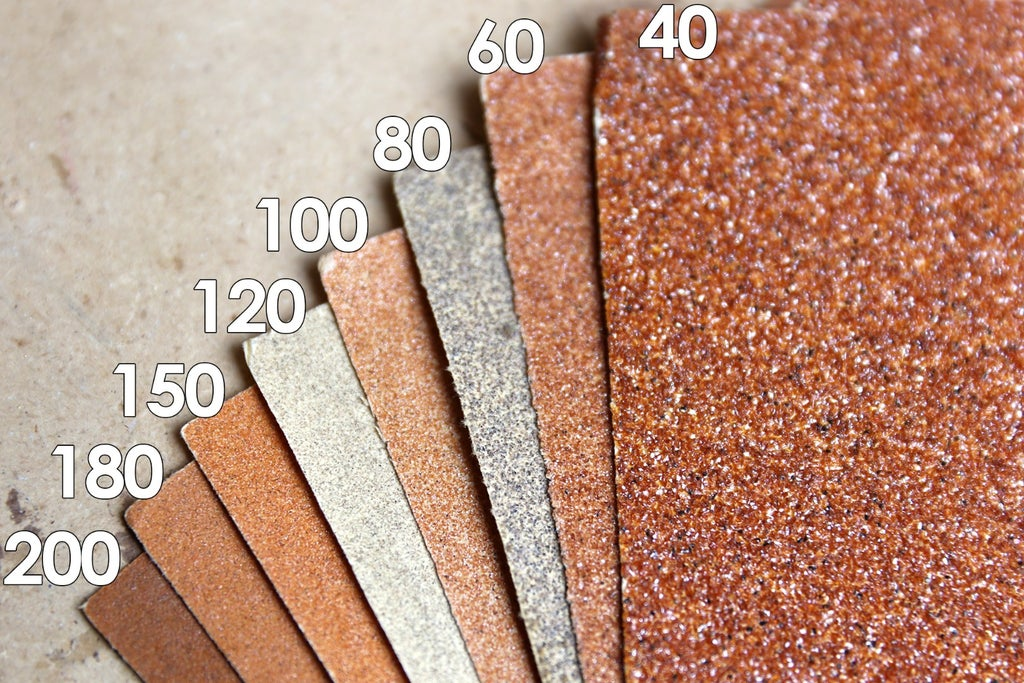
사포의 입자 크기

입자 크기는 사포에 묻혀 있는 연매자의 입자 크기를 나타낸다. 이러한 측정값은 평방인치 필터를 통과할 수 있는 연마재의 양에 따라 결정된다. 입자 크기에 대한 몇 가지 표준이 확립되었다. 이러한 표준은 평균 입자 크기뿐만 아니라 평균과의 허용 편차도 설정한다. 가장 일반적인 두 가지 등급은 미국 CAMI(Coated Abrasive Manufacturer Institute, 현 통합 연마재 제조업체 협회의 일부)와 유럽 FEPA(유럽 연마재 생산자 연맹) "P" 등급이다. FEPA 시스템은 ISO 6344 표준과 동일하다. 사포에 사용되는 다른 시스템으로는 일본 산업 표준 위원회(JIS), 미크론 등급(일반적으로 매우 미세한 입자에 사용됨)이 있다. 더 저렴한 사포는 어떤 표준도 언급하지 않고 "거친", "중간", "고운"과 같은 설명적인 명명법만 사용하는 경우가 있다.

## 참고 자료
- Daum백과. “연마재의 종류와 특징”. 《다음》. 2016년 8월 24일에 확인함.
- “샌드페이퍼 - 용어해설”. 《네이버 지식백과》. 2016년 8월 24일에 확인함.